# White Gold (serie de televisión)
White Gold es una comedia inglesa que presenta a un grupo de vendedores de ventanas de PVC. Ambientada en la década de 1980 en Corringham, Essex. Está protagonizada por Ed Westwick como Vincent, quien es el jefe de un equipo de ventas de ventanas de doble acristalamiento, con los exmiembros del elenco de Inbetweeners Joe Thomas y James Buckley.
La cadena de televisión BBC Two anunció que la segunda serie del programa saldría al aire el 6 de marzo de 2019. La temporada 1 fue lanzada internacionalmente por Netflix el 11 de agosto de 2017. La temporada 2 fue lanzada internacionalmente por Netflix el 17 de mayo de 2019.

## Producción
El programa es producido por BBC Comedy junto con Fudge Park Productions, que fue establecida en 2015 por los creadores de The Inbetweeners : Damon Beesley e Iain Morris .  Beesley creó White Gold y actúa como show runner y productor ejecutivo, además de haber escrito ocho de los 12 episodios. Joe Thomas y Chris Niel escribieron dos episodios cada uno.
La producción de la serie 2 se suspendió en noviembre de 2017 tras las acusaciones de agresión sexual contra Ed Westwick.  El rodaje se reanudó en noviembre de 2018. 

## Reparto y personajes
- Ed Westwick como Vincent Swan, el jefe de ventas de Cachet Windows
- James Buckley como Brian Fitzpatrick, un vendedor junior
- Joe Thomas como Martin Lavender, un vendedor junior
- Nigel Lindsay como Tony Walsh, el propietario de Cachet Windows
- Linzey Cocker como Sam Swan, esposa de Vincent
- Lauren O'Rourke como Carol, la secretaria de Cachet Windows
- Lee Ross como Ronnie Farrell, un gánster que pretende ser un comerciante de antigüedades.
- Rachel Shenton como Jo Scott, una vocera motivacional convertida en vendedora principal de W-Windows (Serie 2)